# كريستي واتسون
كريستي واتسون (بالإنجليزية: Christie Watson)‏ هي مؤلفة بريطانية، ولدت في 1976 في ستيفينيدج ‏ في المملكة المتحدة.